# To mand i en sofa
To mand i en sofa er en dansk film fra 1994.
- Manuskript og instruktion Amir Rezazadeh.

Blandt de medvirkende kan nævnes:
- Anders Hove
- Peter Hesse Overgaard
- Karen-Lise Mynster
- Andrea Vagn Jensen
- Isa Holm